# Serie A2 2022-2023 (pallacanestro maschile)
La Serie A2 2022-2023 è stata la decima edizione del massimo livello dilettantistico del campionato italiano di pallacanestro maschile, dopo la riforma avvenuta nell'estate 2013.

## Stagione

### Novità
A sostituire le retrocesse Orlandina Basket, Janus Basket Fabriano e Pallacanestro Orzinuovi, dalla Serie B 2021-2022 sono state promosse la Juvi Cremona, al debutto nella seconda massima divisione italiana, la United Eagles Basket Cividale, anch'essa al debutto in Serie A2, la Rinascita Basket Rimini, assente da undici stagioni (quando ancora giocava con la denominazione Crabs) e la Fortitudo Agrigento, assente da due stagioni dopo essersi auto-retrocessa in Serie B. 
A sostituire le promosse Scaligera Basket Verona e Scafati Basket, scendono dalla massima serie Fortitudo Bologna, dopo tre stagioni in Serie A e il Guerino Vanoli Basket, di ritorno dopo tredici stagioni. 
Rispetto alla stagione precedente le squadre passano da ventotto a ventisette partecipanti, in quanto Eurobasket Roma viene esclusa dal campionato per inadempienze finanziarie.

#### Aggiornamenti
- Pallacanestro Biella, rinuncia alla partecipazione al campionato per problemi economici proseguendo l'attività a livello giovanile[2]; il suo titolo sportivo viene acquisito dalla Stella Azzurra Roma, la quale rimane in A2 nonostante la retrocessione ottenuta sul campo nella passata stagione.[3]
- Pallacanestro Piacentina, scambia il proprio titolo sportivo con la N.P.C. Rieti, iscrivendosi al campionato di Serie B 2022-2023.[4]
- JB Monferrato cambia denominazione in Monferrato Basket.

### Formula
Al campionato partecipano ventisette squadre divise in due gironi, il girone verde da tredici squadre e il girone rosso composto da quattordici squadre. I gironi prevedono gare di andata e ritorno. 
Al termine della stagione regolare prende il via la seconda fase dove vengono ammesse le squadre dal 1º al 9º posto di entrambi i gironi, le squadre vengono a loro volta divise in tre gironi: 
- Girone Giallo, partecipano le squadre dal 1º al 3º posto di entrambi i gironi.
- Girone Blu, partecipano le squadre dal 4º al 6º posto di entrambi i gironi.
- Girone Bianco, partecipano le squadre dal 7º al 9º posto di entrambi i gironi.

Tutte le squadre mantengono i punti degli scontri diretti della prima fase mentre si scontrano in gare di andata e ritorno contro le tre squadre dell'altro girone. Al termine le squadre vengono classificate dal 1º al 18º posto. 
Le squadre classificate 17º e 18º non partecipano ai playoff, mantenendo la categoria. 
Le squadre dal 1º al 16º posto partecipano ai playoff promozione, suddivise in due tabelloni che sanciscono le due promosse in Serie A. Le gare playoff seguono tutte turni al meglio delle cinque gare. 
Per la salvezza, partecipano le squadre classificate dal 10º al 13º posto del girone verde e dal 10º al 14º posto del girone rosso. Le squadre del girone verde mantengono i punti degli scontri diretti e giocano gare di andata e ritorno contro quelle del girone rosso, viceversa le squadre del girone rosso. 
Al termine viene stilata una classifica dal 1º al 9º posto. La prima e la seconda mantengono la categoria mentre 3ª contro 6ª e 4ª contro 5ª disputano i playout al meglio delle cinque gare, le vincenti rimangono di diritto in Serie A2 mentre le perdenti retrocedono in Serie B insieme alla 7ª-8ª-9ª classificata.
Il titolo di Campione d'Italia Serie A2, messo in palio dalla Federazione Italiana Pallacanestro, è assegnato alla squadra promossa in Serie A meglio classificata al termine della seconda fase.

### Stagione
Il 3 marzo 2023 la Kleb Basket Ferrara viene esclusa dal campionato dopo la rinuncia della società a proseguire il campionato per problemi economici. La Federazione dispone l'annullamento di tutte le gare disputate dal club estense e la riduzione a 13 squadre del girone Rosso.

## Stagione regolare

### Girone Verde

#### Squadre
| Squadra             | Stagione | Città                               | Palazzetto                                          | Stagione precedente                               |
| ------------------- | -------- | ----------------------------------- | --------------------------------------------------- | ------------------------------------------------- |
| Fortitudo Agrigento | dettagli | Agrigento                           | PalaMoncada (Porto Empedocle)                       | 1º posto in Serie B Girone D, promosso ai playoff |
| Pall. Cantù         | dettagli | Cantù (CO)                          | PalaDesio (Desio)                                   | 2º posto in Serie A2 Girone Verde                 |
| Monferrato Basket   | dettagli | Casale Monferrato (AL)              | PalaFerraris                                        | 8º posto in Serie A2 Girone Verde                 |
| JuVi Cremona        | dettagli | Cremona                             | PalaRadi                                            | 2º posto in Serie B Girone B, promosso ai playoff |
| Vanoli Cremona      | dettagli | Cremona                             | PalaRadi                                            | 16º posto in Serie A, retrocesso                  |
| Latina Basket       | dettagli | Latina                              | PalaBianchini                                       | 9º posto in Serie A2 Girone Rosso                 |
| Urania Milano       | dettagli | Milano                              | Allianz Cloud                                       | 10º posto in Serie A2 Girone Verde                |
| U.C.C. Piacenza     | dettagli | Codogno, Casalpusterlengo, Piacenza | PalaBanca                                           | 4º posto in Serie A2 Girone Verde                 |
| N.P.C. Rieti        | dettagli | Rieti                               | PalaSojourner                                       | 4º posto in Serie B Girone C                      |
| Stella Azzurra      | dettagli | Roma                                | PalaCoccia (Veroli) Palasport (Guidonia Montecelio) | 13º posto in Serie A2 Girone Rosso                |
| Basket Torino       | dettagli | Torino                              | PalaRuffini                                         | 6º posto in Serie A2 Girone Verde                 |
| Pall. Trapani       | dettagli | Trapani                             | PalaIlio                                            | 9º posto in Serie A2 Girone Verde                 |
| Blu Treviglio       | dettagli | Treviglio (BG)                      | PalaFacchetti                                       | 5º posto in Serie A2 Girone Verde                 |

#### Allenatori e primatisti
| Squadra        | Allenatore                                          | Capitano            | Cestista più presente                                    | Miglior marcatore       |
| -------------- | --------------------------------------------------- | ------------------- | -------------------------------------------------------- | ----------------------- |
| Agrigento      | Devis Cagnardi                                      | Albano Chiarastella | 5 giocatori (24)                                         | Alessandro Grande (441) |
| Cantù          | Romeo Sacchetti                                     | Matteo Da Ros       | Dario Hunt, Lorenzo Bucarelli (24)                       | Stefan Nikolić (363)    |
| Monferrato     | Andrea Valentini                                    | Niccolò Martinoni   | Niccolò Martinoni, Quinn Ellis (24)                      | Lucio Redivo (304)      |
| Juvi Cremona   | Alessandro Crotti (1ª-25ª) Paolo Moretti (25ª-)     | Ferdinando Nasello  | Ferdinando Nasello, Luca Vincini (12)                    | Trevon Allen (413)      |
| Vanoli Cremona | Demis Cavina                                        | Andrea Pecchia      | 5 giocatori (24)                                         | Davide Denegri (297)    |
| Latina         | Franco Gramenzi                                     | Abdel Fall          | / Yancarlos Rodríguez, Samuele Moretti (24)              | Mike Lewis (304)        |
| Milano         | Davide Villa                                        | Giorgio Piunti      | Kyndahl Hill (24)                                        | Giddy Potts (391)       |
| UCC Piacenza   | Stefano Salieri                                     | Gherardo Sabatini   | Brady Skeens, Davide Pascolo (24)                        | Kameron McGusty (399)   |
| Rieti          | Gabriele Ceccarelli (1ª-26ª) Andrea Ruggieri (27ª-) | Maurizio Del Testa  | Marco Timperi, Maurizio Del Testa, Nikola Nonković (24)  | Darryl Tucker (318)     |
| Stella Azzurra | Luca Bechi                                          | Lazar Nikolić       | Jacopo Giachetti, Roberto Rullo (24)                     | Duane Wilson (358)      |
| Torino         | Franco Ciani                                        | Niccolò De Vico     | 4 giocatori (24)                                         | Tommaso Guariglia (351) |
| Trapani        | Daniele Parente                                     | Marco Mollura       | Gabriele Romeo, Vincenzo Guaiana, Kiryl Tsetserukou (24) | Federico Massone (304)  |
| Treviglio      | Michele Carrea (1ª-4ª) Alessandro Finelli (5ª-)     | Brian Sacchetti     | Aleksandar Marciuš, / Bruno Cerella (24)                 | Jason Clark (343)       |

#### Classifica
Aggiornata al 26 marzo 2023.
|  | Pos. | Squadra                          | Pt | G  | V  | P  | PtF  | PtS  | Diff. |
|  | ---- | -------------------------------- | -- | -- | -- | -- | ---- | ---- | ----- |
|  | 1.   | Acqua S.Bernardo Cantù           | 40 | 24 | 20 | 4  | 1943 | 1666 | +277  |
|  | 2.   | Gruppo Mascio Treviglio          | 36 | 24 | 18 | 6  | 1887 | 1721 | +166  |
|  | 3.   | Vanoli Basket Cremona            | 36 | 24 | 18 | 6  | 1902 | 1679 | +233  |
|  | 4.   | Reale Mutua Torino (-3)          | 29 | 24 | 16 | 8  | 1992 | 1928 | +64   |
|  | 5.   | Urania Milano                    | 28 | 24 | 14 | 10 | 1890 | 1911 | -21   |
|  | 6.   | UCC Assigeco Piacenza            | 24 | 24 | 12 | 12 | 1907 | 1853 | +54   |
|  | 7.   | Moncada Energy Agrigento         | 24 | 24 | 12 | 12 | 1940 | 1884 | +56   |
|  | 8.   | 2B Control Trapani               | 20 | 24 | 10 | 14 | 1643 | 1815 | -172  |
|  | 9.   | Benacquista Assicurazioni Latina | 18 | 24 | 9  | 15 | 1790 | 1881 | -91   |
|  | 10.  | Novipiù Monferrato Basket        | 16 | 24 | 8  | 16 | 1794 | 1875 | -81   |
|  | 11.  | E-Gap Stella Azzurra Roma        | 14 | 24 | 7  | 17 | 1801 | 1946 | -145  |
|  | 12.  | Kienergia Rieti                  | 12 | 24 | 6  | 18 | 1613 | 1785 | -172  |
|  | 13.  | Ferraroni Juvi Cremona           | 12 | 24 | 6  | 18 | 1757 | 1915 | -158  |

Legenda:
 Campione d'Italia Dilettanti.
      Partecipante al girone play-off.
 Promossa dopo i play-off in Serie A1 2023-2024.
      Partecipante al girone play-out.
 Retrocessa dopo i play-out in Serie B 2023-2024.
  Vincitrice della Supercoppa LNP 2022
  Vincitrice della Coppa Italia 2023
Regolamento:
Due punti a vittoria, zero a sconfitta.
Note:
Reale Mutua Torino 3 punti di penalizzazione.

#### Tabellone
|                | AGR     | CAN   | MON   | JCR   | VCR   | LAT   | MIL   | PIA    | RIE   | STA   | TOR   | TRA   | TRE   |
| -------------- | ------- | ----- | ----- | ----- | ----- | ----- | ----- | ------ | ----- | ----- | ----- | ----- | ----- |
| Agrigento      |         | 79–74 | 88–72 | 85–79 | 66–73 | 72–61 | 75–77 | 101–85 | 93–68 | 91–63 | 92–79 | 76–61 | 67–54 |
| Cantù          | 89–84   |       | 86–66 | 90–55 | 68–58 | 90–62 | 79–61 | 79–89  | 66–49 | 87–83 | 97–71 | 88–80 | 68–58 |
| Monferrato     | 88–77   | 65–77 |       | 80–84 | 59–67 | 91–70 | 84–67 | 70–85  | 83–68 | 65–74 | 66–74 | 70–65 | 81–72 |
| Juvi Cremona   | 59–69   | 66–75 | 72–84 |       | 63–82 | 69–70 | 91–90 | 66–98  | 74–72 | 90–56 | 86–81 | 65–67 | 66–78 |
| Vanoli Cremona | 84–76   | 65–54 | 82–71 | 88–73 |       | 79–77 | 86–73 | 90–87  | 91–70 | 90–63 | 71–75 | 97–54 | 87–89 |
| Latina         | 87–71   | 62–81 | 93–86 | 84–81 | 73–79 |       | 93–91 | 66–75  | 71–54 | 88–95 | 87–77 | 72–85 | 70–80 |
| Milano         | 126–121 | 70–85 | 75–67 | 75–58 | 59–88 | 78–70 |       | 76–69  | 93–83 | 79–77 | 73–74 | 75–70 | 72–84 |
| Piacenza       | 102–82  | 67–87 | 65–61 | 92–75 | 85–66 | 76–87 | 73–88 |        | 66–80 | 81–72 | 82–84 | 76–64 | 76–68 |
| Rieti          | 75–87   | 77–81 | 88–78 | 66–57 | 68–84 | 64–66 | 64–75 | 58–66  |       | 83–71 | 86–81 | 67–75 | 55–78 |
| Stella Azzurra | 76–63   | 71–85 | 90–94 | 87–82 | 62–74 | 88–82 | 74–76 | 92–87  | 75–65 |       | 82–93 | 63–64 | 90–91 |
| Torino         | 88–69   | 71–90 | 82–72 | 96–83 | 86–82 | 80–66 | 91–94 | 83–79  | 89–85 | 86–59 |       | 94–96 | 89–81 |
| Trapani        | 78–74   | 67–82 | 77–73 | 69–85 | 64–78 | 67–65 | 80–90 | 88–82  | 0–20  | 73–69 | 67–80 |       | 53–85 |
| Treviglio      | 86–82   | 90–85 | 97–68 | 81–78 | 64–61 | 72–68 | 75–57 | 70–64  | 85–48 | 77–69 | 83–88 | 89–79 |       |

### Girone Rosso

#### Squadre
| Squadra             | Stagione | Città                    | Palazzetto                                  | Stagione precedente                               |
| ------------------- | -------- | ------------------------ | ------------------------------------------- | ------------------------------------------------- |
| Fortitudo Bologna   | dettagli | Bologna                  | PalaDozza                                   | 15º posto in Serie A, retrocesso                  |
| Benedetto XIV Cento | dettagli | Cento (FE)               | Milwaukee Dinelli Arena                     | 6º posto in Serie A2 Girone Rosso                 |
| Chieti 1974         | dettagli | Chieti                   | PalaTricalle Sandro Leombroni               | 11º posto in Serie A2 Girone Rosso                |
| San Giobbe Chiusi   | dettagli | Chiusi (SI)              | PalaPania                                   | 4º posto in Serie A2 Girone Rosso                 |
| UEB Cividale        | dettagli | Cividale del Friuli (UD) | PalaGesteco                                 | 1º posto in Serie B Girone B, promossa ai playoff |
| Kleb Ferrara        | dettagli | Ferrara                  | Giuseppe Bondi Arena                        | 5º posto in Serie A2 Girone Rosso                 |
| Pall. Forlì 2.015   | dettagli | Forlì                    | Unieuro Arena                               | 7º posto in Serie A2 Girone Rosso                 |
| Mantova             | dettagli | Mantova                  | Grana Padano Arena                          | 7º posto in Serie A2 Girone Verde                 |
| Nardò Basket        | dettagli | Nardò (LE)               | Palasport San Giuseppe da Copertino (Lecce) | 12º posto in Serie A2 Girone Rosso                |
| Pistoia Basket      | dettagli | Pistoia                  | PalaCarrara                                 | 3º posto in Serie A2 Girone Verde                 |
| Basket Ravenna      | dettagli | Ravenna                  | Carisport (Cesena) Pala De André            | 3º posto in Serie A2 Girone Rosso                 |
| Rinascita B. Rimini | dettagli | Rimini                   | Palasport Flaminio                          | 3º posto in Serie B Girone C, promossa ai playoff |
| San Severo          | dettagli | San Severo (FG)          | Palasport Falcone e Borsellino              | 8º posto in Serie A2 Girone Rosso                 |
| Amici Pall. Udinese | dettagli | Udine                    | PalaCarnera                                 | 1º posto in Serie A2 Girone Verde                 |

#### Allenatori e primatisti
| Squadra    | Allenatore                                      | Capitano                                        | Cestista più presente                     | Miglior marcatore      |
| ---------- | ----------------------------------------------- | ----------------------------------------------- | ----------------------------------------- | ---------------------- |
| F.Bologna  | Luca Dalmonte                                   | Matteo Fantinelli                               | 4 giocatori (24)                          | Pietro Aradori (330)   |
| Cento      | Matteo Mecacci                                  | Giovanni Tomassini                              | 5 giocatori (24)                          | Derrick Marks (451)    |
| Chieti     | Stefano Rajola                                  | Andrea Ancellotti                               | 4 giocatori (24)                          | / Darryl Jackson (267) |
| Chiusi     | Giovanni Bassi                                  | Davide Bozzetto                                 | 4 giocatori (24)                          | Lester Medford (449)   |
| Cividale   | Stefano Pillastrini                             | Adrián Chiera (1ª-7ª) Eugenio Rota (8ª-)        | 5 giocatori (24)                          | Dalton Pepper (328)    |
| Ferrara    | Spiro Leka                                      | Luca Campani                                    | 6 giocatori (13)                          | Andy Cleaves II (241)  |
| Forlì      | Antimo Martino                                  | Daniele Cinciarini                              | Nathan Adrian, Luca Pollone (24)          | Nathan Adrian (377)    |
| Mantova    | Giorgio Valli (1ª-13ª) Nicolas Zanco (14ª-)     | Riccardo Cortese                                | 4 giocatori (24)                          | Anthony Miles (367)    |
| Nardò      | Gennaro Di Carlo                                | Mitchell Poletti                                | Andrea La Torre (24)                      | Mitchell Poletti (381) |
| Pistoia    | Nicola Brienza                                  | Gianluca Della Rosa                             | 4 giocatori (24)                          | Jordon Varnado (389)   |
| Ravenna    | Alessandro Lotesoriere                          | / Bernardo Musso                                | 4 giocatori (24)                          | Kendall Anthony (320)  |
| Rimini     | Mattia Ferrari                                  | Marco Arrigoni (1ª-9ª) Francesco Bedetti (10ª-) | 5 giocatori (24)                          | Jazz Johnson (479)     |
| San Severo | Damiano Pilot                                   | / Agustin Fabi                                  | Matteo Bogliardi, Antonino Sabatino (24)  | Ed Daniel (298)        |
| Udine      | Matteo Boniciolli (1ª-14ª) Carlo Finetti (15ª-) | Michele Antonutti                               | Ethan Esposito, Francesco Pellegrino (24) | Isaiah Briscoe (314)   |

#### Classifica
Aggiornata al 26 marzo 2023.
|  | 1.  | Unieuro Forlì                   | 40      | 24      | 20      | 4       | 1817    | 1646    | +171    |         |         |
|  | 2.  | Tramec Cento                    | 36      | 24      | 18      | 6       | 1810    | 1661    | +149    |         |         |
|  | 3.  | Giorgio Tesi Group Pistoia      | 36      | 24      | 18      | 6       | 1839    | 1594    | +245    |         |         |
|  | 4.  | APU Old Wild West Udine         | 28      | 24      | 14      | 10      | 1794    | 1790    | +4      |         |         |
|  | 5.  | UEB Gesteco Cividale            | 24      | 24      | 12      | 12      | 1686    | 1698    | -12     |         |         |
|  | 6.  | Fortitudo Flats Service Bologna | 24      | 24      | 12      | 12      | 1835    | 1785    | +50     |         |         |
|  | 7.  | RivieraBanca Basket Rimini      | 22      | 24      | 11      | 13      | 1844    | 1860    | -16     |         |         |
|  | 8.  | HDL Nardò                       | 20      | 24      | 10      | 14      | 1951    | 2006    | -55     |         |         |
|  | 9.  | Umana Chiusi                    | 20      | 24      | 10      | 14      | 1722    | 1764    | -42     |         |         |
|  | 10. | Staff Mantova                   | 18      | 24      | 9       | 15      | 1776    | 1839    | -63     |         |         |
|  | 11. | Allianz Pazienza San Severo     | 16      | 24      | 8       | 16      | 1666    | 1839    | -173    |         |         |
|  | 12. | Caffè Mokambo Chieti            | 14      | 24      | 7       | 17      | 1714    | 1819    | -105    |         |         |
|  | 13. | OraSì Ravenna                   | 14      | 24      | 7       | 17      | 1733    | 1886    | -153    |         |         |
|  | 14. | Tassi Group Ferrara             | Esclusa | Esclusa | Esclusa | Esclusa | Esclusa | Esclusa | Esclusa | Esclusa | Esclusa |

Legenda:
      Partecipante al girone play-off.
 Promossa dopo i play-off in Serie A1 2023-2024.
      Partecipante al girone play-out.
 Retrocessa dopo i play-out in Serie B 2023-2024.
Regolamento:
Due punti a vittoria, zero a sconfitta.
Note:
La Kleb Basket Ferrara viene esclusa dal campionato il 3 marzo 2023, tutte le gare disputate vengono annullate, così come vittorie e sconfitte.

#### Tabellone
|                   | BFO     | CEN     | CHI     | CHS       | CIV     | FER       | FOR     | MAN     | NAR     | PIS     | RAV     | RIM     | SAN     | UDI     |
| ----------------- | ------- | ------- | ------- | --------- | ------- | --------- | ------- | ------- | ------- | ------- | ------- | ------- | ------- | ------- |
| Fortitudo Bologna |         | 73–82   | 90–83   | 71–67     | 72–75   | non disp. | 72–70   | 73–77   | 86–62   | 75–67   | 83–69   | 83–68   | 92–72   | 95–67   |
| Cento             | 70–64   |         | 75–54   | 74–65     | 81–69   | annull.   | 58–69   | 59–77   | 72–84   | 70–68   | 80–56   | 81–69   | 82–65   | 76–65   |
| Chieti            | 58–57   | 72–83   |         | 76–86     | 79–66   | annull.   | 59–70   | 80–72   | 88–98   | 59–76   | 81–59   | 74–83   | 99–81   | 70–69   |
| Chiusi            | 75–59   | 55–67   | 59–73   |           | 76–62   | annull.   | 70–73   | 62–59   | 76–89   | 79–62   | 88–76   | 70–66   | 94–79   | 71–86   |
| Cividale          | 76–71   | 60–78   | 81–78   | 62–63     |         | annull.   | 73–77   | 79–64   | 63–60   | 65–58   | 80–70   | 93–70   | 83–85   | 67–66   |
| Ferrara           | annull. | annull. | annull. | non disp. | annull. |           | annull. | annull. | annull. | annull. | annull. | annull. | annull. | annull. |
| Forlì             | 88–66   | 63–62   | 83–76   | 86–76     | 53–56   | annull.   |         | 78–74   | 74–63   | 76–72   | 81–72   | 87–65   | 73–60   | 81–70   |
| Mantova           | 89–80   | 66–81   | 82–76   | 73–79     | 78–73   | non disp. | 74–82   |         | 95–84   | 79–94   | 69–72   | 72–79   | 76–77   | 72–81   |
| Nardò             | 73–90   | 100–86  | 83–73   | 95–90     | 91–86   | annull.   | 78–69   | 76–79   |         | 78–86   | 85–89   | 92–107  | 80–72   | 89–77   |
| Pistoia           | 86–78   | 58–68   | 67–61   | 63–47     | 80–61   | annull.   | 74–62   | 83–58   | 98–77   |         | 86–65   | 79–62   | 54–45   | 92–74   |
| Ravenna           | 79–74   | 93–96   | 80–60   | 67–64     | 50–65   | annull.   | 67–78   | 71–78   | 82–79   | 71–101  |         | 76–78   | 87–56   | 76–82   |
| Rimini            | 81–83   | 87–80   | 76–57   | 84–58     | 70–72   | annull.   | 79–84   | 79–72   | 86–78   | 74–77   | 82–72   |         | 89–88   | 65–75   |
| San Severo        | 70–73   | 60–77   | 67–61   | 89–82     | 55–53   | annull.   | 50–68   | 68–76   | 78–74   | 56–85   | 87–72   | 76–65   |         | 61–69   |
| Udine             | 81–75   | 69–72   | 76–68   | 73–70     | 73–66   | annull.   | 81–92   | 73–65   | 104–83  | 54–73   | 73–62   | 81–80   | 75–69   |         |

## Seconda fase

### Girone giallo

#### Classifica
Aggiornata al 7 maggio 2023.
|  | Pos. | Squadra                    | Pt | G  | V | P | PtF | PtS | Diff. |
|  | ---- | -------------------------- | -- | -- | - | - | --- | --- | ----- |
|  | 1.   | Unieuro Forlì              | 16 | 10 | 8 | 2 | 720 | 676 | +44   |
|  | 2.   | Gruppo Mascio Treviglio    | 14 | 10 | 7 | 3 | 793 | 745 | +48   |
|  | 3.   | Acqua S.Bernardo Cantù     | 10 | 10 | 5 | 5 | 719 | 705 | +14   |
|  | 4.   | Vanoli Basket Cremona      | 8  | 10 | 4 | 6 | 719 | 731 | -12   |
|  | 5.   | Tramec Cento               | 6  | 10 | 3 | 7 | 733 | 767 | -34   |
|  | 6.   | Giorgio Tesi Group Pistoia | 6  | 10 | 3 | 7 | 681 | 741 | -60   |

#### Tabellone
|                | CAN   | CEN    | VCR   | FOR   | PIS    | TRE   |
| -------------- | ----- | ------ | ----- | ----- | ------ | ----- |
| Cantù          |       | 100–84 | 68–58 | 64–73 | 68–70  | 68–58 |
| Cento          | 80–87 |        | 79–82 | 58–69 | 70–68  | 77–88 |
| Vanoli Cremona | 65–54 | 67–76  |       | 82–88 | 85–80  | 87–89 |
| Forlì          | 67–60 | 63–62  | 60–64 |       | 76–72  | 79–61 |
| Pistoia        | 60–65 | 58–68  | 73–68 | 74–62 |        | 61–75 |
| Treviglio      | 90–85 | 85–79  | 64–61 | 79–83 | 104–65 |       |

### Girone blu

#### Classifica
Aggiornata al 7 maggio 2023.
|  | Pos. | Squadra                         | Pt | G  | V | P | PtF | PtS | Diff. |
|  | ---- | ------------------------------- | -- | -- | - | - | --- | --- | ----- |
|  | 7.   | Reale Mutua Torino              | 16 | 10 | 8 | 2 | 849 | 821 | +28   |
|  | 8.   | APU Old Wild West Udine         | 12 | 10 | 6 | 4 | 814 | 808 | +6    |
|  | 9.   | UEB Gesteco Cividale            | 12 | 10 | 6 | 4 | 784 | 758 | +26   |
|  | 10.  | Urania Milano                   | 12 | 10 | 6 | 4 | 809 | 822 | -13   |
|  | 11.  | UCC Assigeco Piacenza           | 4  | 10 | 2 | 8 | 793 | 820 | -27   |
|  | 12.  | Fortitudo Flats Service Bologna | 4  | 10 | 2 | 8 | 783 | 803 | -20   |

#### Tabellone
|                   | BFO   | CIV   | MIL    | PIA   | UDI   | TOR   |
| ----------------- | ----- | ----- | ------ | ----- | ----- | ----- |
| Fortitudo Bologna |       | 72–75 | 73–64  | 76–84 | 95–67 | 89–92 |
| Cividale          | 76–71 |       | 89–62  | 78–74 | 67–66 | 78–82 |
| Milano            | 87–79 | 89–85 |        | 76–69 | 92–87 | 73–74 |
| Piacenza          | 91–73 | 80–84 | 73–88  |       | 81–88 | 82–84 |
| Udine             | 81–75 | 73–66 | 102–84 | 90–80 |       | 64–75 |
| Torino            | 86–80 | 89–86 | 91–94  | 83–79 | 93–96 |       |

### Girone bianco

#### Classifica
Aggiornata al 7 maggio 2023.
|  | Pos. | Squadra                          | Pt | G  | V | P | PtF | PtS | Diff. |
|  | ---- | -------------------------------- | -- | -- | - | - | --- | --- | ----- |
|  | 13.  | Moncada Energy Agrigento         | 14 | 10 | 7 | 3 | 799 | 771 | +28   |
|  | 14.  | HDL Nardò                        | 12 | 10 | 6 | 4 | 865 | 848 | +17   |
|  | 15.  | RivieraBanca Basket Rimini       | 10 | 10 | 5 | 5 | 741 | 737 | +4    |
|  | 16.  | Benacquista Assicurazioni Latina | 8  | 10 | 4 | 6 | 767 | 800 | -33   |
|  | 17.  | 2B Control Trapani               | 8  | 10 | 4 | 6 | 729 | 754 | -25   |
|  | 18.  | Umana Chiusi                     | 8  | 10 | 4 | 6 | 735 | 726 | +9    |

#### Tabellone
|           | AGR    | CHS   | LAT   | NAR   | RIM    | TRA    |
| --------- | ------ | ----- | ----- | ----- | ------ | ------ |
| Agrigento |        | 90–83 | 72–61 | 98–74 | 77–69  | 76–61  |
| Chiusi    | 79–84  |       | 82–66 | 76–89 | 70–66  | 83–78  |
| Latina    | 87–71  | 75–69 |       |       | 88–57  | 72–85  |
| Nardò     | 107–78 | 95–90 | 76–71 |       | 92–107 | 101–86 |
| Rimini    | 72–79  | 84–58 | 69–73 | 86–78 |        | 69–64  |
| Trapani   | 78–74  | 73–77 | 67–65 | 79–75 | 58–62  |        |

### Girone salvezza

#### Classifica
Aggiornata al 25 maggio 2023.
|  | Pos. | Squadra                     | Pt      | G       | V       | P       | PtF     | PtS     | Diff.   |         |
|  | ---- | --------------------------- | ------- | ------- | ------- | ------- | ------- | ------- | ------- | ------- |
|  | 1.   | E-Gap Stella Azzurra Roma   | 18      | 14      | 9       | 5       | 1130    | 1105    | +25     |         |
|  | 2.   | Ferraroni Juvi Cremona      | 16      | 14      | 8       | 6       | 1062    | 1026    | +36     |         |
|  | 3.   | Caffè Mokambo Chieti        | 16      | 14      | 8       | 6       | 1048    | 1032    | +16     |         |
|  | 4.   | Staff Mantova               | 14      | 14      | 7       | 7       | 1074    | 1067    | +7      |         |
|  | 5.   | Allianz Pazienza San Severo | 14      | 14      | 7       | 7       | 1071    | 1100    | -29     |         |
|  | 6.   | Novipiù Monferrato Basket   | 12      | 14      | 6       | 8       | 1131    | 1119    | +12     |         |
|  | 7.   | Kienergia Rieti             | 12      | 14      | 6       | 8       | 1012    | 1041    | -29     |         |
|  | 8.   | OraSì Ravenna               | 10      | 14      | 5       | 9       | 1047    | 1085    | -38     |         |
|  | 9.   | Tassi Group Ferrara         | Esclusa | Esclusa | Esclusa | Esclusa | Esclusa | Esclusa | Esclusa | Esclusa |

Legenda:
      Partecipante ai play-out.
      Retrocessa direttamente in Serie B.
Regolamento:
Due punti a vittoria, zero a sconfitta.

#### Tabellone
|                | CHI     | MON       | JCR       | FER       | MAN     | RAV     | RIE       | SAN     | STA       |
| -------------- | ------- | --------- | --------- | --------- | ------- | ------- | --------- | ------- | --------- |
| Chieti         |         | 84–77     | 51–64     | annull.   | 80–72   | 81–59   | 79–67     | 99–81   | 79–83     |
| Monferrato     | 67–72   |           | 80–84     | non disp. | 98–102  | 87–75   | 83–68     | 82–78   | 65–74     |
| JuVi Cremona   | 74–76   | 72–84     |           | non disp. | 70–60   | 83–65   | 74–72     | 88–77   | 90–56     |
| Ferrara        | annull. | non disp. | non disp. |           | annull. | annull. | non disp. | annull. | non disp. |
| Mantova        | 82–76   | 74–69     | 78–73     | non disp. |         | 79–94   | 77–62     | 76–77   | 84–85     |
| Ravenna        | 80–60   | 78–76     | 82–84     | annull.   | 71–78   |         | 68–75     | 87–56   | 69–71     |
| Rieti          | 67–74   | 88–78     | 66–57     | non disp. | 79–76   | 86–74   |           | 63–69   | 83–71     |
| San Severo     | 67–61   | 80–91     | 92–67     | annull.   | 68–76   | 87–72   | 86–71     |         | 76–72     |
| Stella Azzurra | 92–76   | 90–94     | 87–82     | non disp. | 87–70   | 92–95   | 75–65     | 95–77   |           |

## Play-out
I play-out si disputano al meglio di cinque partite, con Gara 1, Gara 2 ed eventuale Gara 5 giocate in casa della squadra che ha ottenuto la migliore classifica al termine della fase di qualificazione. Le perdenti retrocederanno in Serie B per la stagione 2023-2024.
|   | 1° spareggio      | G1 | G2 | G3 | G4 |
| - | ----------------- | -- | -- | -- | -- |
| 3 | Chieti 1974       | 72 | 78 | 74 | 70 |
| 6 | Monferrato Basket | 78 | 68 | 89 | 86 |

|   | 2° spareggio | G1 | G2 | G3 | G4 |
| - | ------------ | -- | -- | -- | -- |
| 4 | Mantova      | 79 | 82 | 71 | 70 |
| 5 | San Severo   | 74 | 75 | 77 | 68 |

## Play-off
Tutti i turni dei play-off si disputano al meglio delle cinque gare, con Gara 1, Gara 2 ed eventuale Gara 5 giocate in casa della squadra che ha ottenuto la migliore classifica al termine della fase di qualificazione.
La vincente di ciascun tabellone dei play-off sarà promossa in Serie A per la stagione 2023-2024.
Il titolo di Campione d'Italia dilettanti è assegnato alla squadra promossa in Serie A meglio classificatasi al termine della seconda fase.

### Tabellone Oro
|  | Quarti di finale | Quarti di finale    | Quarti di finale    | Quarti di finale    | Quarti di finale | Quarti di finale | Quarti di finale |  |  | Semifinali | Semifinali          | Semifinali          | Semifinali          | Semifinali     | Semifinali     | Semifinali |    |    | Finale | Finale            | Finale            | Finale            | Finale | Finale | Finale |  |
|  |                  |                     |                     |                     |                  |                  |                  |  |  |            |                     |                     |                     |                |                |            |    |    |        |                   |                   |                   |        |        |        |  |
|  | 1                | Pall. Forlì 2.015   | Pall. Forlì 2.015   | Pall. Forlì 2.015   | 68               | 73               | 89               |  |  |            |                     |                     |                     |                |                |            |    |    |        |                   |                   |                   |        |        |        |  |
|  | 16               | San Giobbe Chiusi   | San Giobbe Chiusi   | San Giobbe Chiusi   | 62               | 60               | 76               |  |  | 1          | Pall. Forlì 2.015   | Pall. Forlì 2.015   | Pall. Forlì 2.015   | 72             | 83             | 83         |    |    |        |                   |                   |                   |        |        |        |  |
|  | 8                | Amici Pall. Udinese | 82                  | 77                  | 79               | 65               | 86               |  |  | 8          | Amici Pall. Udinese | Amici Pall. Udinese | Amici Pall. Udinese | 70             | 58             | 65         |    |    |        |                   |                   |                   |        |        |        |  |
|  | 9                | UEB Cividale        | 88                  | 57                  | 68               | 74               | 84               |  |  |            |                     |                     |                     |                |                |            |    |    | 1      | Pall. Forlì 2.015 | Pall. Forlì 2.015 | Pall. Forlì 2.015 | 72     | 64     | 74     |  |
|  | 5                | Benedetto XIV Cento | Benedetto XIV Cento | 91                  | 74               | 71               | 68               |  |  |            |                     | 4                   | Vanoli Cremona      | Vanoli Cremona | Vanoli Cremona | 77         | 69 | 89 |        |                   |                   |                   |        |        |        |  |
|  | 12               | Fortitudo Bologna   | Fortitudo Bologna   | 73                  | 88               | 90               | 69               |  |  | 12         | Fortitudo Bologna   | Fortitudo Bologna   | 74                  | 75             | 93             | 49         |    |    |        |                   |                   |                   |        |        |        |  |
|  | 4                | Vanoli Cremona      | Vanoli Cremona      | Vanoli Cremona      | 83               | 79               | 97               |  |  | 4          | Vanoli Cremona      | Vanoli Cremona      | 83                  | 87             | 92             | 69         |    |    |        |                   |                   |                   |        |        |        |  |
|  | 13               | Fortitudo Agrigento | Fortitudo Agrigento | Fortitudo Agrigento | 67               | 63               | 91               |  |  |            |                     |                     |                     |                |                |            |    |    |        |                   |                   |                   |        |        |        |  |

### Tabellone Argento
|  | Quarti di finale | Quarti di finale    | Quarti di finale    | Quarti di finale | Quarti di finale | Quarti di finale | Quarti di finale |  |  | Semifinali | Semifinali     | Semifinali    | Semifinali     | Semifinali     | Semifinali | Semifinali |    |    | Finale | Finale        | Finale        | Finale | Finale | Finale | Finale |  |
|  |                  |                     |                     |                  |                  |                  |                  |  |  |            |                |               |                |                |            |            |    |    |        |               |               |        |        |        |        |  |
|  | 2                | Blu Treviglio       | Blu Treviglio       | 73               | 86               | 81               | 81               |  |  |            |                |               |                |                |            |            |    |    |        |               |               |        |        |        |        |  |
|  | 15               | Rinascita B. Rimini | Rinascita B. Rimini | 84               | 63               | 72               | 63               |  |  | 2          | Blu Treviglio  | Blu Treviglio | 52             | 83             | 85         | 87         |    |    |        |               |               |        |        |        |        |  |
|  | 7                | Basket Torino       | Basket Torino       | 82               | 84               | 82               | 89               |  |  | 7          | Basket Torino  | Basket Torino | 67             | 72             | 86         | 88         |    |    |        |               |               |        |        |        |        |  |
|  | 10               | Urania Milano       | Urania Milano       | 70               | 87               | 74               | 87               |  |  |            |                |               |                |                |            |            |    |    | 7      | Basket Torino | Basket Torino | 61     | 62     | 78     | 61     |  |
|  | 6                | Pistoia Basket      | Pistoia Basket      | 88               | 83               | 89               | 93               |  |  |            |                | 6             | Pistoia Basket | Pistoia Basket | 67         | 69         | 67 | 73 |        |               |               |        |        |        |        |  |
|  | 11               | U.C.C. Piacenza     | U.C.C. Piacenza     | 77               | 68               | 94               | 81               |  |  | 6          | Pistoia Basket | 73            | 68             | 73             | 80         | 75         |    |    |        |               |               |        |        |        |        |  |
|  | 3                | Pall. Cantù         | Pall. Cantù         | 101              | 82               | 78               | 99               |  |  | 3          | Pall. Cantù    | 74            | 82             | 69             | 77         | 67         |    |    |        |               |               |        |        |        |        |  |
|  | 14               | Nardò Basket        | Nardò Basket        | 78               | 62               | 102              | 78               |  |  |            |                |               |                |                |            |            |    |    |        |               |               |        |        |        |        |  |

## Verdetti

### Campione Serie A2
- Vanoli Cremona[10]

### Squadre promosse
- Promozioni in Serie A:

Pistoia Basket: Gabriele Benetti, Mattia Farinon, Tormi Metsla, Leonardo Cemmi, Gianluca Della Rosa, Zach Copeland, Lorenzo Saccaggi, Angelo Del Chiaro, Daniele Magro, Gregorio Allinei, Matteo Pollone, Jordon Varnado, Carl Wheatle. Allenatore: Nicola Brienza
Vanoli Cremona: Paul Eboua, Jalen Cannon, Mirza Alibegović, Andrea Pecchia, Lorenzo Caroti, Giacomo Zanetti, Tommaso Vecchiola,  Davide Denegri, Trevor Lacey, Matteo Piccoli, Mauro Zacchigna, Joseph Mobio, Kevin Ndzie. Allenatore: Demis Cavina

### Altri verdetti
- Retrocessioni: Kleb Ferrara, Basket Ravenna, N.P.C. Rieti, San Severo, Chieti 1974.
- Coppa Italia LNP: Vanoli Cremona.
- Supercoppa LNP: Vanoli Cremona.

## Statistiche prima fase

### Statistiche individuali

#### Classifica marcatori

##### Girone Verde
|    | Giocatore         | Squadra             | Partite | Punti | PPG  |
| -- | ----------------- | ------------------- | ------- | ----- | ---- |
| 1. | Kameron McGusty   | U.C.C. Piacenza     | 20      | 399   | 20,0 |
| 2. | Alessandro Grande | Fortitudo Agrigento | 24      | 441   | 18,4 |
| 3. | Trevon Allen      | JuVi Cremona        | 23      | 413   | 18,0 |
| 4. | Giddy Potts       | Urania Milano       | 23      | 391   | 17,0 |
| 5. | Lorenzo Ambrosin  | Fortitudo Agrigento | 24      | 394   | 16,4 |

|     | Giocatore      | Squadra           | Partite | Punti | PPG  |
| --- | -------------- | ----------------- | ------- | ----- | ---- |
| 6.  | Jason Clark    | Blu Treviglio     | 21      | 343   | 16,3 |
| 7.  | Jordan Geist   | N.P.C. Rieti      | 15      | 244   | 16,3 |
| 8.  | Lucio Redivo   | Monferrato Basket | 19      | 304   | 16,0 |
| 9.  | Mike Lewis     | Latina Basket     | 19      | 304   | 16,0 |
| 10. | Stefan Nikolić | Pall. Cantù       | 23      | 363   | 15,8 |

Fonte:  Statistiche individuali: Media punti (classifica completa), in LNP (archiviato dall'url originale il 20 giugno 2025).

##### Girone Rosso
|    | Giocatore      | Squadra             | Partite | Punti | PPG  |
| -- | -------------- | ------------------- | ------- | ----- | ---- |
| 1. | Russ Smith     | Pall. Nardò         | 14      | 324   | 23,1 |
| 2. | Jazz Johnson   | Rinascita B. Rimini | 24      | 479   | 20,0 |
| 3. | Isaiah Briscoe | Amici Pall. Udinese | 16      | 314   | 19,6 |
| 4. | Derrick Marks  | Benedetto XIV Cento | 24      | 451   | 18,8 |
| 5. | Lester Medford | San Giobbe Chiusi   | 24      | 449   | 18,7 |

|     | Giocatore        | Squadra        | Partite | Punti | PPG  |
| --- | ---------------- | -------------- | ------- | ----- | ---- |
| 6.  | Anthony Miles    | Mantova        | 20      | 367   | 18,4 |
| 7.  | Mitchell Poletti | Pall. Nardò    | 21      | 381   | 18,1 |
| 8.  | Jordon Varnado   | Pistoia Basket | 23      | 389   | 16,9 |
| 9.  | Zach Copeland    | Pistoia Basket | 20      | 336   | 16,8 |
| 10. | Darryl Jackson   | Chieti 1974    | 16      | 267   | 16,7 |

Fonte:  Statistiche individuali: Media punti (classifica completa), in LNP (archiviato dall'url originale il 20 giugno 2025).

#### Valutazione

##### Girone Verde
|    | Giocatore     | Squadra         | Partite | Valutazione | PIR  |
| -- | ------------- | --------------- | ------- | ----------- | ---- |
| 1. | Brady Skeens  | U.C.C. Piacenza | 24      | 569         | 23,7 |
| 2. | Darryl Tucker | N.P.C. Rieti    | 21      | 401         | 19,1 |
| 3. | Kyndahl Hill  | Urania Milano   | 24      | 458         | 19,1 |

Fonte:  Statistiche individuali: Media valutazione (classifica completa), in LNP (archiviato dall'url originale il 20 giugno 2025).

##### Girone Rosso
|    | Giocatore        | Squadra                        | Partite | Valutazione | PIR  |
| -- | ---------------- | ------------------------------ | ------- | ----------- | ---- |
| 1. | Isaiah Briscoe   | Amici Pall. Udinese            | 16      | 352         | 22,0 |
| 2. | Nik Raivio       | Pall. Forlì 2.015 / San Severo | 21      | 434         | 20,7 |
| 3. | Mitchell Poletti | Pall. Nardò                    | 21      | 425         | 20,2 |

Fonte:  Statistiche individuali: Media valutazione (classifica completa), in LNP (archiviato dall'url originale il 20 giugno 2025).

#### Rimbalzi

##### Girone Verde
|    | Giocatore     | Squadra           | Partite | Rimbalzi | RPG  |
| -- | ------------- | ----------------- | ------- | -------- | ---- |
| 1. | Brady Skeens  | U.C.C. Piacenza   | 24      | 293      | 12,2 |
| 2. | Aaron Carver  | Monferrato Basket | 23      | 243      | 10,6 |
| 3. | Darryl Tucker | N.P.C. Rieti      | 21      | 202      | 9,6  |

Fonte:  Statistiche individuali: Media rimbalzi (classifica completa), in LNP (archiviato dall'url originale il 20 giugno 2025).

##### Girone Rosso
|    | Giocatore     | Squadra             | Partite | Rimbalzi | RPG |
| -- | ------------- | ------------------- | ------- | -------- | --- |
| 1. | Carl Wheatle  | Pistoia Basket      | 24      | 214      | 8,9 |
| 2. | Derek Ogbeide | Rinascita B. Rimini | 23      | 204      | 8,9 |
| 3. | Ed Daniel     | San Severo          | 22      | 194      | 8,8 |

Fonte:  Statistiche individuali: Media rimbalzi (classifica completa), in LNP (archiviato dall'url originale il 20 giugno 2025).

#### Assist

##### Girone Verde
|    | Giocatore         | Squadra         | Partite | Assist | APG |
| -- | ----------------- | --------------- | ------- | ------ | --- |
| 1. | Gherardo Sabatini | U.C.C. Piacenza | 14      | 106    | 7,6 |
| 2. | Luca Vencato      | Basket Torino   | 20      | 115    | 5,8 |
| 3. | Federico Massone  | Pall. Trapani   | 23      | 121    | 5,3 |

Fonte:  Statistiche individuali: Media assist (classifica completa), in LNP (archiviato dall'url originale il 20 giugno 2025).

##### Girone Rosso
|    | Giocatore         | Squadra             | Partite | Assist | APG |
| -- | ----------------- | ------------------- | ------- | ------ | --- |
| 1. | Matteo Fantinelli | Fortitudo Bologna   | 22      | 122    | 5,5 |
| 2. | Eugenio Rota      | UEB Cividale        | 24      | 116    | 4,8 |
| 3. | Jazz Johnson      | Rinascita B. Rimini | 24      | 114    | 4,8 |

Fonte:  Statistiche individuali: Media assist (classifica completa), in LNP. URL consultato il 3 giugno 2025 (archiviato dall'url originale il 26 aprile 2024).

#### Altre statistiche

##### Girone Verde
| Categoria        | Giocatore           | Squadra         | Partite | Media |
| ---------------- | ------------------- | --------------- | ------- | ----- |
| Palle recuperate | Gherardo Sabatini   | U.C.C. Piacenza | 14      | 2,4   |
| Stoppate         | Dario Hunt          | Pall. Cantù     | 24      | 1,5   |
| Palle perse      | Andrea Amato        | Urania Milano   | 21      | 3,5   |
| Falli subiti     | Jordan Geist        | N.P.C. Rieti    | 15      | 6,5   |
| % tiri liberi    | Jacopo Giachetti    | Stella Azzurra  | 24      | 91,1% |
| % tiro da due    | Brady Skeens        | U.C.C. Piacenza | 24      | 70,6% |
| % tiro da tre    | Filippo Baldi Rossi | Pall. Cantù     | 22      | 46,3% |

##### Girone Rosso
| Categoria        | Giocatore         | Squadra             | Partite | Media |
| ---------------- | ----------------- | ------------------- | ------- | ----- |
| Palle recuperate | Federico Bonacini | Basket Ravenna      | 24      | 2,2   |
| Stoppate         | Andrea Ancellotti | Chieti 1974         | 24      | 1,3   |
| Palle perse      | Russ Smith        | Pall. Nardò         | 14      | 3,4   |
| Falli subiti     | Russ Smith        | Pall. Nardò         | 14      | 6,7   |
| % tiri liberi    | Aristide Landi    | Rinascita B. Rimini | 17      | 89,6% |
| % tiro da due    | Simone Barbante   | Fortitudo Bologna   | 24      | 64,8% |
| % tiro da tre    | Agustín Fabi      | San Severo          | 23      | 50,5% |